# Chas Barstow
Chas Barstow (* 16. Januar 1979 in Winchester) ist ein englischer Dartspieler.

## Karriere
Chas Barstow nahm 2018 erstmals an Turnieren der Professional Darts Corporation teil. Er spielte dreimal in Folge erfolglos die PDC Qualifying School (Q-School). Im Oktober 2020 erreichte er erstmals bei einem Turnier der PDC Challenge Tour ein Finale und verpasste zu Beginn des Jahres 2021 bei der Q-School knapp den Gewinn einer Tour Card. Jedoch qualifizierte er sich durch seine Leistungen bei der Q-School für die UK Open 2021, wo er sich bis in die dritte Runde spielte. Als Nachrücker nahm Barstow an einigen Turnieren der Players Championships 2021 teil und konnte sich durch unter anderem zwei Viertelfinalteilnahmen für die PDC World Darts Championship 2022 qualifizieren. Zuvor startete Barstow allerdings bei den Players Championship Finals 2021, wo er in Runde eins gegen Brendan Dolan verlor.
Bei der WM schließlich gewann Barstow in Runde eins gegen John Norman Jnr aus Kanada mit 3:1. In der zweiten Runde traf er allerdings auf Titelfavorit Michael van Gerwen, gegen den Barstow mit 1:3 das Nachsehen hatte.
Im Januar 2022 nahm Barstow erneut an der Q-School teil. Er erspielte sich dabei über die Rangliste die Teilnahme an der Final Stage. Eine Tour Card verfehlte er dennoch. Bei der darauffolgenden Challenge Tour belegte er letztlich nur Rang 45 in der Order of Merit.
Januar 2023 nahm Barstow erneut an der Q-School teil, schied dieses Mal jedoch bereits in der First Stage aus. Daraufhin spielte er sich bei der PDC Challenge Tour 2023 einmal ins Viertelfinale.
2024 war Barstow wieder bei der Q-School dabei. Er gewann insgesamt vier Spiele in der First Stage, erreichte dadurch aber nur zwei Punkte, was nicht für die Qualifikation für die Final Stage reichte. Beim ersten Challenge Tour-Wochenende war er daraufhin nicht erfolgreich.
Anfang September spielte sich Barstow beim England Classic, einem Turnier der World Darts Federation (WDF), ins Halbfinale. Er verlor allerdings mit 2:4 gegen Jeff Smith. Beim World Masters 2024 in Budapest war Barstow als Vertreter seiner Nation startberechtigt. Ohne Probleme gewann er dabei seine Vorrundengruppe und zog in die K.-o.-Phase ein. Hier besiegte er nacheinander Markus Straub, Johann Brouwer und Marcel Hausotter, bevor er erst im Achtelfinale durch Connor Scutt mit 2:5 gestoppt werden konnte.
2025 war Barstow wieder bei der Q-School dabei. Er spielte sich über die Rangliste in die Final Stage, wo er jedoch kein Spiel gewann. Er erreichte Anfang Juni ein Finale bei der WDF. Das Endspiel der England Open verlor Barstow allerdings mit 0:5 gegen Jim McEwan.

## Weltmeisterschaftsresultate

### PDC
- 2022: 2. Runde (1:3-Niederlage gegen  Michael van Gerwen)